# Xã Ashtabula, Quận Barnes, Bắc Dakota
Xã Ashtabula (tiếng Anh: Ashtabula Township) là một xã thuộc quận Barnes, tiểu bang Bắc Dakota, Hoa Kỳ. Năm 2010, dân số của xã này là 112 người.